# Козінець (Малопольське воєводство)
Козінець (пол. Koziniec) — село в Польщі, у гміні Мухаж Вадовицького повіту Малопольського воєводства.
Населення — 679 осіб (2011).

## Історія
У 1975—1998 роках село належало до Бельського воєводства, підпорядковувалося районній адміністрації у Вадовицях.

## Демографія
Демографічна структура станом на 31 березня 2011 року:
|          | Загалом | Допрацездатний вік | Працездатний вік | Постпрацездатний вік |
| -------- | ------- | ------------------ | ---------------- | -------------------- |
| Чоловіки | 355     | 76                 | 241              | 38                   |
| Жінки    | 324     | 66                 | 191              | 67                   |
| Разом    | 679     | 142                | 432              | 105                  |